# Kāliganga River
Kāliganga River är ett vattendrag i Bangladesh. Det ligger i den centrala delen av landet, 17 km väster om huvudstaden Dhaka.
Trakten runt Kāliganga River består till största delen av jordbruksmark. Runt Kāliganga River är det mycket tätbefolkat, med 2 261 invånare per kvadratkilometer.